# 圆棘四门孔虫
圆棘四门孔虫（学名：Tetrapyle rotundospinosa）为门孔虫科四门孔虫属的动物。在中国，分布于西沙群岛等。